# Thébai Kratész
Thébai Kratész (ógörögül: Κράτης, latinul: Crates), (i. e. 365 körül – i. e. 285 körül) athéni filozófus volt, a cinikusok iskolájának tagja az i. e. 3. században.

## Élete
Kratész thébai származású volt, előkelő családban született. Apja, Aszkondasz a város egyik leggazdagabb polgára volt. Kratész, amikor arra a felismerésre jutott, hogy csak az erény szolgálja a világot, az anyagi javak nem, lemondott vagyonáról. Az anekdota szerint földjeit közlegelőnek adta, vagyonát elajándékozta, egyes feljegyzések szerint a tengerbe dobta. Ezt a cselekedetét úgy értékelte, hogy általa visszaszerezte a szabadságát. A kortársak szerint ezt mondta: "Kratész megszabadítja Kratészt".
A hagyomány szerint Szinópéi Diogenész tanította a filozófiára. Mesterével szemben nem volt kötekedő, kortársai Ajtónyitónak (thürepanoiktész) nevezték. Egyes értékelések szerint azért, mert gyakran rátört az emberekre otthonukban, hogy kéretlen tanácsokkal lássa el őket, mások szerint azért, mert mindenki ajtaja nyitva állt előtte. Feljegyezték róla, hogy Athén követeként járt I. Démétriosz makedón királynál, hogy lebeszélje őt a város ostromáról.
Azon kevés cinikus filozófus közé tartozott, aki megházasodott. A hagyomány szerint felesége, a szintén bölcselettel foglalkozó Hipparkhia kérte meg az ő kezét. Állítólag annyira megvetették a szabályokat és hagyományokat, hogy nyilvános helyen közösültek. Kratész sógora szintén cinikus filozófus volt, Métroklész. Kratésznek és Hipparkhiának egy fiuk született, Pásziklész.

## Tanítása
Kratész virágkora az i.e. 320-as években volt. Filozófiai tartalmú leveleket, gúnyos költeményeket, himnuszokat, verseket és tragédiákat írt. Tanításának központi eleme a mértéktartás és az anyagi javaktól való tartózkodás. Jól illusztrálja ezt az alábbi töredék:
"Hasznossá tegyetek, ne pedig kellemetessé.
Nem kívánom a pénzt, a vagyont én gyűjteni, mint a méh.
Hangyai módra se kell összekuporva vagyon.
Részem igazság legyen, olyan kincs, mely az erényre
Oktat, amit könnyű tűrni, szerezni nekünk.
Ezt ha elértem, a Múzsákat s Hermészt is imádom
Nem fényes lakomán, szívem erényeivel."

## Anekdoták
- Amikor Nagy Sándor megkérdezte, szeretné-e, ha visszaadná Athén szabadságát, azt válaszolta: „Minek? Egy másik Nagy Sándor újra lerombolná”.
- A szép Hipparkhia szülei arra kérték a filozófust, hogy beszélje le lányukat a házasságról. A testi hibái miatt sokat gúnyolt Kratész megmutatta meztelen testét a lánynak, hogy így ijessze el.
- Amikor egy olimpiai bajnok megütötte, azt írta a homlokára a monoklis szemére mutató nyíllal együtt, hogy ezt Nikodrómosz tette.